# تحلیل محتوا
تحلیل محتوا (به انگلیسی: Content analysis) از روش‌های اسنادی است که به بررسی نظام مند، عینی، کمّی و تعمیم‌پذیر پیام‌های ارتباطی می‌پردازد. این روش در دسته‌بندی روش‌ها، پنهانگر محسوب می‌شود و از آن برای بررسی محتوای آشکار پیام‌های موجود در یک متن می‌پردازد و در نتیجه وارد تاویل و نشانه‌شناسی محتوای پیام نمی‌شود. تحلیل محتوا روشی مناسب برای پاسخ دادن به سؤال‌هایی دربارهٔ محتوای یک پیام است. هر چند در رویکردهای اولیه، ادعا می‌شد که تحلیل محتوا می‌تواند علاوه بر محتوای پیام، به ویژگی‌های مؤلف و تأثیر بر مخاطب بپردازد، اما امروزه دو کارکرد اخیر را تنها در روش‌های تلفیقی میدانی و اسنادی امکان‌پذیر می‌دانند.
از تحلیل محتوا در طیفی از رشته‌های علوم کتابداری و اطلاع‌رسانی (علم اطلاعات و دانش‌شناسی)، مدیریت اطلاعات، علم سنجی، علوم ارتباطات، جامعه‌شناسی، روانشناسی، زبان‌شناسی و مطالعات رسانه استفاده می‌شود. این روش بر روی روزنامه‌ها، کتب درسی، فیلم‌های سینمایی، برنامه‌های تلویزیونی، سخنرانی‌ها، پاسخ‌های باز به سوالات و مصاحبه‌ها و سایر حوزه‌های پیام‌های ارتباطی به کار گرفته می‌شود.
معمولاً زمانی که از تحلیل محتوا به عنوان یک روش نام برده می‌شود، تحلیل محتوای کمی مورد نظر است. با این حال، امروزه از تحلیل محتوای کیفی نیز در روش‌های پژوهش اسنادی نام برده می‌شود که به گونه‌ای همان تحلیل محتوای مضمونی یا تماتیک است. در تحلیل محتوای کیفی، تلاش بر این است تا با کدگذاری باز، محوری و زمینه‌ای، مقولات محتوایی موجود در پیام‌های ارتباطی شناسایی و استخراج شود.

## فرایند تحلیل محتوا
هنگام انجام مراحل عمومی تحقیق، طرح خاص تحلیل محتوا دارای مراحل زیر است

### تعریف محتوا
در این مرحله محتوای پیامی (منبع اطلاعاتی) که قرار است مورد تحلیل قرار گیرد مشخص می‌شود. محتوای مسئله موضوعی است که در پیام مورد بررسی به دنبال آن می‌گردیم. در این راستا تلاش می‌شود تا واحدهای تحلیل محتوا مشخص شود. در تحلیل محتوا به دو دسته از واحدها اشاره می‌شود که عبارتند از واحدهای محتوا و واحدهای تحلیل.

#### واحدهای محتوا
اجرای تعریف شده‌ای از محتوا هستند که فارغ از تحقیق خاص ما به معنا و تولید محتوا مربوط می‌شوند و بیانگر عناصری هستند که به‌طور مستقل از تحقیق و اغلب به‌وسیلهٔ تولیدکننده محتوا تعریف می‌شوند. از واحدهای محتوا طبقه‌بندی‌های متفاوتی صورت گرفته‌است. «رایف» این واحدها را به دو دسته واحدهای فیزیکی و نمادین تقسیم می‌کند.
- واحدهای فیزیکی؛ نظیر فضا و زمان اختصاص داده شده به محتوا هستند.
- واحدهای نمادین؛ به اجزاء خردتری نظیر واحدهای نحوی (مانند یک جمله یا عبارت)، واحدهای ارجاعی (نظیر اشاره به یک مورد خاص)، واحدهای مضمونی (مانند مطرح شدن یک مضمون خاص در پیام) و واحدهای قضیه‌ای تقسیم می‌شوند.

#### واحدهای تحقیق
واحدهایی هستند که برای اجرای طرح تحلیل محتوا نیازمند مشخص ساختن آنها هستند. برای تعیین واحدهای تحقیق بسته به موضوع و سؤال تحقیق از میان انواع واحدهای محتوایی تأیید شده در بالا، مورد مناسب را برای هریک از واحدهای تحقیق تعیین می‌کنیم.
واحدهای تحقیق عبارتند از:

##### واحد ثبت
عناصری از محتوا است که در فرایند کد گذاری مورد شمارش و طبقه‌بندی قرار می‌گیرد. یک واحد ثبت جزئی از محتوا است که توسط کدگذاری شناسایی، ارزشیابی و در طبقه مورد نظر قرار داده می‌شود. واحد ثبت به‌طور مستقیم با موضوع تحقیق مرتبط است و به گونه‌ای انتخاب می‌شود که بتوان متغیر اصلی تحقیق را به‌وسیلهٔ آن به بهترین وجه ممکن سنجید. برای سنجش یک موضوع از واحدهای ثبت متنوعی می‌توان استفاده کرد لکن آن واحد ثبتی که با کمترین هزینه و تورش (یعنی انحراف) به بهترین وجه متغیر مورد نظر ما را بسنجد گزینه مناسب برای واحد ثبت است.

##### واحد متن یا زمینه
در بسیاری موارد یک واحد ثبت را به تنهایی نمی‌توان مورد بررسی و طبقه‌بندی قرار داد؛ زیرا بسته به اینکه این واحد ثبت در چه زمینه و متنی قرار گرفته باشد معناهای متفاوتی یافته و در طبقه‌بندی‌های مختلفی قرار خواهد گرفت از این رو لازم است تا واحد دیگری به عنوان واحد متن یا زمینه انتخاب شود.
واحد متن به بخشی از محتوا اشاره دارد که می‌توان واحد ثبت مورد نظر را در آن معنا کرد. واحدهای متن می‌توانند بزرگتر از واحدهای ثبت باشند ولی نمی‌توانند از آنها کوچکتر باشند.

##### واحد نمونه‌گیری
واحدهایی هستند که از میان کلّ محتوای مورد مطالعه انتخاب می‌شوند و بر اساس آن نمونه تحقیق یعنی بسته‌های پیامی که قرار است مورد تحلیل محتوا قرار گیرند انتخاب می‌شوند. برای یک تحقیق تحلیل محتوا می‌توان واحدهای نمونه‌گیری متفاوتی را انتخاب کرد که در میان آنها آن واحدی که به بهترین وجه به سنجش موضوع تحقیق کمک می‌کند گزینه مناسب است.

##### واحد تحلیل
واحدی است که به لحاظ آماری تحلیل می‌شود تا به سؤال تحقیق پاسخ داده شود یا فرضیه تحقیق را مورد آزمون قرار دهد مثلاً واحد ثبت می‌تواند اشیاء نشان داده شده در یک فیلم باشد در حالی که واحد تحلیل مفهوم عامتری به نام طبقه اجتماعی باشد. واحد تحلیل معمولاً بر واحد ثبت منطبق است اما گاهی با آن متفاوت می‌باشد. یک واحد تحلیل هرگز نمی‌تواند کوچکتر از واحد ثبت باشد.

### تعریف عملیاتی مفاهیم
در این مرحله، متغیرهای اصلی تحلیل محتوا را بر اساس شاخص‌ها و معرف‌ها تعریف می‌کنیم و نظام طبقه‌بندی برای هر متغیر می‌سازیم.